# Ghiacciaio Norway
Il Ghiacciaio Norway, o Ghiacciaio Norvegia (in lingua inglese: Norway Glacier), è un ghiacciaio tributario antartico, lungo circa 18 km, che scende dall'Altopiano Antartico subito a ovest del Monte Prestrud e fluisce in direzione nordest per andare a confluire nel Ghiacciaio Amundsen tra il Monte Bjaaland e il Monte Hassel, nei Monti della Regina Maud, in Antartide. 
La denominazione è stata assegnata dall'Advisory Committee on Antarctic Names (US-ACAN) in associazione con quella di altre caratteristiche geografiche di quest'area, in onore dei membri della spedizione Amundsen, la spedizione antartica norvegese guidata dall'esploratore polare Roald Amundsen e mirante a raggiungere il Polo Sud.